# Lijst van spelers van Blackburn Rovers
Deze lijst omvat voetballers die bij de Engelse voetbalclub Blackburn Rovers spelen of gespeeld hebben. De spelers zijn alfabetisch gerangschikt.

## A
- Walter Aitkenhead
- Lorenzo Amoruso
- Anders Andersson
- Patrik Andersson
- Martin Andresen
- Keith Andrews
- Steve Archibald
- Osvaldo Ardiles
- Benny Arentoft
- William Arthur
- Mark Atkins
- Daniel Sánchez

## B
- Markus Babbel
- Dino Baggio
- John Bailey
- Keith Barker
- Simon Barker
- David Barton
- John Barton
- Yıldıray Baştürk
- David Batty
- Russell Beardsmore
- James Beattie
- Jim Beglin
- Craig Bellamy
- Marcus Bent
- David Bentley
- Henning Berg
- Eyal Berkovic
- Bruno Berner
- Joseph Beverley
- Louis Bimpson
- Stig Inge Björnebye
- Fred Blackburn
- Adam Blacklaw
- Nathan Blake
- Reginald Blore
- Lars Bohinen
- Thomas Booth
- Jay Bothroyd
- John Bowdler
- Billy Bradshaw
- Thomas Brandon
- Ben Brereton
- Marlon Broomes
- Noel Brotherston
- Jason Brown
- Jimmy Brown
- Les Bruton
- Mark Bunn
- Ben Burgess

## C
- Austen Campbell
- John Campbell
- Peter Campbell
- Lee Carsley
- Edgar Chadwick
- Pascal Chimbonda
- Henry Chippendale
- Zoerab Chizanisjvili
- Ronnie Clayton
- Tommy Clinton
- Andy Cole
- Chris Coleman
- John Connelly
- Gordon Cowans
- Arthur Cowell
- Joe Craig
- Gary Croft
- Bob Crompton
- Eddie Crossan
- Arthur Cunliffe
- John Curtis

## D
- Martin Dahlin
- Christian Dailly
- Neill Danns
- Hugh Davey
- Callum Davidson
- Kevin Davies
- William Davies
- Matt Derbyshire
- George Dewar
- Kaba Diawara
- Paul Dickov
- El-Hadji Diouf
- Mame Biram Diouf
- Youri Djorkaeff
- Edward Doig
- José Dominguez
- Georgios Donis
- Ciaran Donnelly
- Aaron Doran
- Derek Dougan
- Bryan Douglas
- James Douglas
- Jonathan Douglas
- Damien Duff
- David Dunn
- Darren Dunning

## E
- Bill Eckersley
- Brett Emerton
- Peter Enckelman
- Harold England
- Dickson Etuhu

## F
- Roy Faulkner
- Graham Fenton
- Barry Ferguson
- Alan Fettis
- Frank Fielding
- John Filan
- John Fitzgerald
- Garry Flitcroft
- Tim Flowers
- Jimmy Forrest
- Robbie Fowler
- Per Frandsen
- Brad Friedel

## G
- Tony Gale
- Kevin Gallacher
- Paul Gallagher
- Willy Garbutt
- Howard Gayle
- Wayne Gill
- Keith Gillespie
- Shay Given
- Gaël Givet
- Herold Goulon
- Corrado Grabbi
- Michael Gray
- Simon Grayson
- Doc Greenwood
- Gordon Greer
- Vince Grella
- Vratislav Greško
- Rostyn Griffiths
- Niklas Gudmundsson
- Gavin Gunning

## H
- George Hall
- Grant Hanley
- Fred Hargreaves
- John Hargreaves
- Gary Harkins
- Steven Harkness
- Ted Harper
- Joe Haverty
- Andy Haworth
- Jan Paul van Hecke
- Henry Healless
- Elrio van Heerden
- Stéphane Henchoz
- Colin Hendry
- Sean Hessey
- Craig Hignett
- Bryan Hodge
- Joe Hodkinson
- David Hoilett
- Barry Hole
- Matt Holmes
- Lewis Holtby
- Albert Houlker
- Stuart Howson
- John Hughes
- Mark Hughes
- William Hughes
- Allan Hunter
- John Hutton

## I
- John Inglis

## J
- Simeon Jackson
- Lars Jacobsen
- Matt Jansen
- Francis Jeffers
- Nils-Eric Johansson
- Leonard Johnrose
- Bradley Johnson
- Damien Johnson
- Jemal Johnson
- Herbert Jones
- Phil Jones
- Alan Judge

## K
- Nikola Kalinić
- Thomas Kaminski
- Tony Kane
- Marc Keller
- Alan Kelly
- Howard Kendall
- Jeff Kenna
- Tugay Kerimoğlu
- Oumar Kondé
- Amine Koumba
- Shefki Kuqi

## L
- Bob Langton
- Eddie Latheron
- Ian Lawther
- Graeme Le Saux
- Richard Lee
- Joe Lofthouse
- Jason Lowe

## M
- Alan Mahon
- Lee Makel
- Dario Marcolin
- Nicholas Marker
- Andy Marriott
- Marcus Marshall
- Dominic Matteo
- David May
- Jason McAteer
- Benedict McCarthy
- Billy McCleery
- James McEveley
- Andy McEvoy
- Mick McGrath
- Hugh McIntyre
- John McKay
- Duncan McKenzie
- Billy McKinlay
- David McNamee
- Michel Salgado
- Alan Miller
- Jamie Milligan
- Robert Mimms
- Anthony Modeste
- Aaron Mokoena
- Kevin Moran
- Alan Morgan
- Josh Morris
- Stuart Munro
- Peter Murphy
- Benjani Mwaruwari

## N
- Steven NZonzi
- Lucas Neill
- Ryan Nelsen
- Mike Newell
- Keith Newton
- Gunnar Nielsen
- Eddie Nolan
- Shabani Nonda

## O
- Peter O'Dowd
- Alfred Oliver
- Martin Olsson
- André Ooijer
- Egil Østenstad

## P
- Tony Parkes
- Darren Peacock
- Ian Pearce
- Per Pedersen
- Tore Pedersen
- Morten Gamst Pedersen
- Francisco Javier de Pedro
- Sebastian Pelzer
- Fred Pentland
- Sébastien Pérez
- Sergio Peter
- Radosav Petrović
- Sydney Puddefoot

## Q
- Jimmy Quinn

## R
- Steven Reid
- Marc Richards
- Leam Richardson
- Arthur Rigby
- Maceo Rigters
- Stuart Ripley
- Jason Roberts
- Pat Robinson
- Paul Robinson
- Eamonn Rogers
- Dave Rollo

## S
- Martin Samuelsen
- Christopher Samba
- Roque Santa Cruz
- Franco di Santo
- Robbie Savage
- Scott Sellars
- Ronald Sewell
- Danny Shea
- Alan Shearer
- Tim Sherwood
- Craig Short
- Danny Simpson
- John Simpson
- Florent Sinama-Pongolle
- Craig Skinner
- Robbie Slater
- Jack Southworth
- Frank Stapleton
- Jon Stead
- Hakan Şükür
- Chris Sutton

## T
- Frank Talia
- Andy Taylor
- Martin Taylor
- Michael Taylor
- James Thomas
- David Thompson
- Andy Todd
- William Townley
- Keith Treacy

## U
- Hakan Ünsal

## V
- Patrick Valéry
- Alex Venters
- Roy Vernon
- Carlos Villanueva
- Johann Vogel
- Simon Vukčević

## W
- Dave Wagstaffe
- Nat Walton
- Ashley Ward
- Paul Warhurst
- Stephen Warnock
- Jérome Watt
- Jimmy Whitehead
- Jason Wilcox
- Tony Williams
- Richard Witschge
- Sam Wolstenholme
- Alan Wright

## Y
- David Yelldell
- Yordi
- Dwight Yorke